# Nipponotusukuru enzanensis
Nipponotusukuru enzanensis är en spindelart som beskrevs av Saito och Ono 200. Nipponotusukuru enzanensis ingår i släktet Nipponotusukuru och familjen täckvävarspindlar. Inga underarter finns listade i Catalogue of Life.